# کوزه (ساز)
کوزه یا اودو درام نوعی ساز کوبه‌ای است، که از سفال یا سرامیک ساخته می‌شود.
این ساز با الگو گرفتن از ساز آفریقایی Udu که اصالتاً سازی نیجریه‌ای است ساخته شده است.
نسخهٔ سفالی و قدیمی این ساز در ایران جهله نام دارد که در موسیقی بندرعباس، سیستان و برخی نقاط دیگر ایران استفاده بسیار دارد. نسخهٔ هندی این ساز گاتام نام دارد.

## تاریخچه

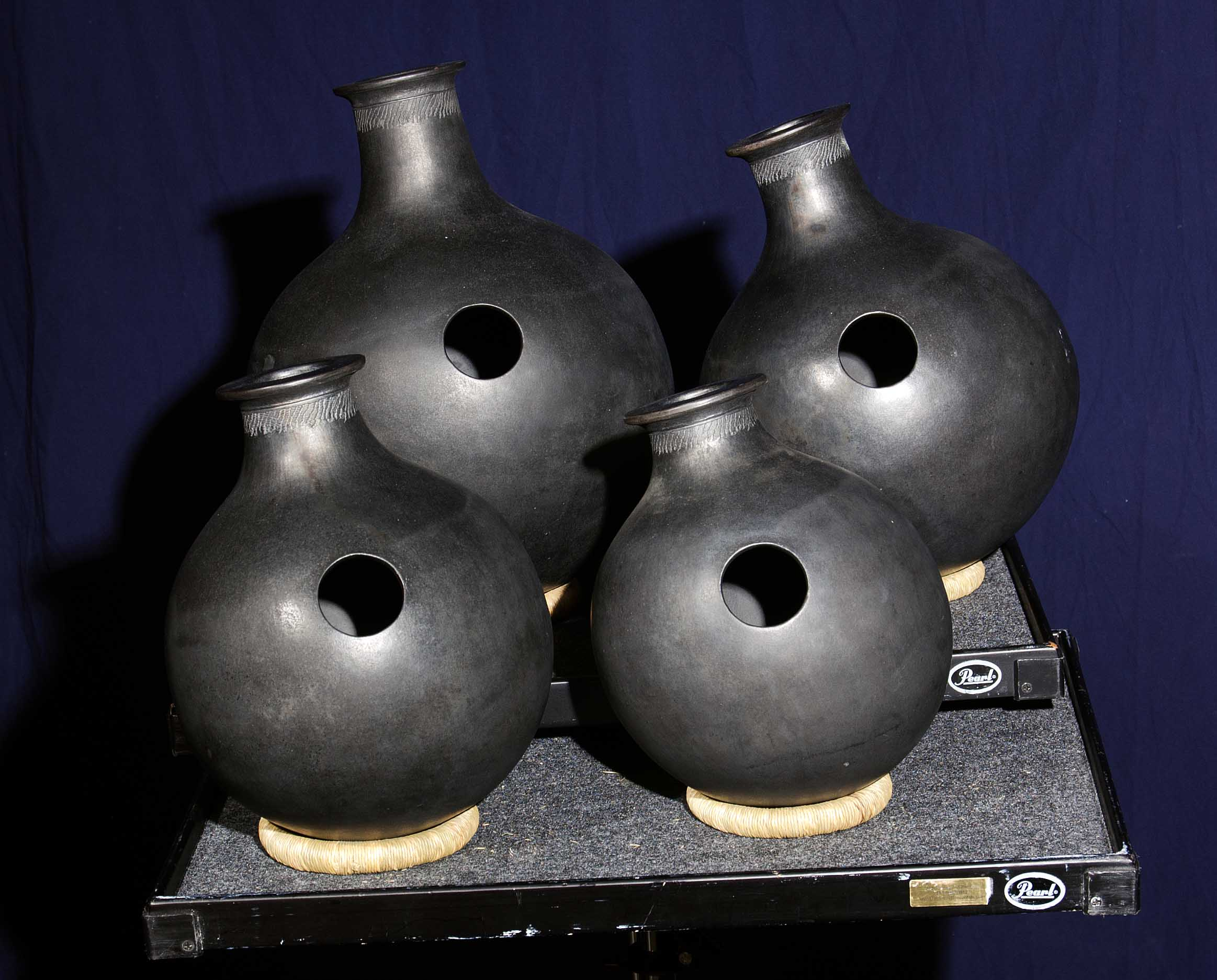
انواع کوزه

کوزه، سازی است خود صدا و از جنس سفال که با ضربه مستقیم نواخته می‌شود. این ساز با شکل‌ها و شیوه‌های نواختن گوناگون در استان‌های هرمزگان، کرمان و سیستان دیده می‌شود. امروزه کوزه‌های هرمزگان و سیستان بیشتر مورد استفاده قرار می‌گیرند.
در هرمزگان کوزه را با نام جله می‌شناسند و نحوه نواختن آن با کوزه سیستان متفاوت است. کوزه سیستانی دارای روش ساخت، پخت و همچنین خاک متفاوتی است و معمولاً آن را در کنار سینی گذاشته و می‌نوازند. بر خلاف تصور، کوزه با وجود سادگی ساختمان دارای صدادهی و توانایی‌های بسیار بالایی در اجرای قطعات و ریتم‌های مختلف است، که مورد توجه قرار نگرفته است و اکثر نوازندگان و آهنگسازان به صورت افکتیو از آن استفاده می‌کنند یا آن را به عنوان‌سازی مستقل نمی‌شناسند.
مسئله دیگر در چند سال اخیر در بین نوازندگان و بخصوص کوبه‌ای نوازان دیده می‌شود، نواختن سازهای کوبه‌ای خصوصاً کوزه با تفکری اشتباه است، به صورتی که آن را همانند دف و تنبک با همان لحن می‌نوازند که البته شیوه نادرستی است. چون هر سازی باید با توّجه به نوع صدادهی و لحن مخصوص خود نواخته شود و باید از ترکیبات ریتمیک متناسب با هویت ساز استفاده نمود.
ساز کوزه افزون بر این که خاستگاه ایرانی دارد، دارای صدادهی بسیار نزدیکی با طبلا است و در سازبندی موسیقی ایرانی دارای رنگ جدید و خوبی نیز هست.